# یستربی (ناحیه شومپرک)
یستربی (به چکی: Jestřebí) یک منطقهٔ مسکونی در جمهوری چک است که در ناحیه شومپرک واقع شده‌است. یستربی ۸٫۶۹ کیلومتر مربع مساحت و ۵۸۹ نفر جمعیت دارد و ۳۶۵ متر بالاتر از سطح دریا واقع شده‌است.